# Rivière Jos-Ross
Rivière Jos-Ross är ett vattendrag i Kanada.   Det ligger i provinsen Québec, i den östra delen av landet, 600 km nordost om huvudstaden Ottawa.
I omgivningarna runt Rivière Jos-Ross växer i huvudsak blandskog. Trakten runt Rivière Jos-Ross är nära nog obefolkad, med mindre än två invånare per kvadratkilometer.